# Meszleny Lajos
Meszleni Meszleny Lajos (Kőszeg, 1852. augusztus 12. – Székesfehérvár, 1901. augusztus 21.) országgyűlési képviselő.

## Életútja
Apja Meszleny Lajos földbirtokos volt; iskoláit a pesti piaristák és a kalocsai jezsuiták convictusában végezte, a jogot Pozsonyban és Pesten hallgatta. Jogi tanulmányainak befejezése után Fejér vármegye tiszteletbeli aljegyzője, majd szolgabírája lett. A függetlenségi pártot ő szervezte Fejér vármegyében és e párton mindig vezérszerepet vitt a megyében. 1881-ben választotta meg a bodajki kerület képviselőjévé és e kerületet képviselte az 1892. évi választásokig, amikor a csákvári (Fejér vármegye) került választotta meg, ahol állandóan lakott. Tagja volt a véderő bizottságnak; a boszniai hadjáratot végigküzdötte és itt érmet nyert. Kossuth Lajos halálakor őt és Bartha Miklóst küldte ki pártja Turinba s ők kísérték haza Kossuth Lajos holttestét. 1896-ban ismét a csákvári került választotta meg képviselővé.
Költeménye az Ország-Világban (1897).

## Munkái
- A nem igen tisztelt házból. Szabadon Mikszáth Kálmán után. Írta Nemiró. Székesfehérvár, 1888. (Az erdélyi cultur-egylet javára).
- Emléklap márczius 15-re. Bpest, 1898.

Országgyűlési beszéde a Naplókban (1881-től) vannak.